# Hemma i Jockmock
Hemma i Jockmock – En skildring ur småstadslifvet sådan den är är en bok av Lovisa Petterkvist (pseudonym för Alfhild Agrell). Boken utkom första gången 1896 på Skoglunds bokförlag.

## Handling
Boken berättas i jagform av protagonisten Lovisa Petterkvist. Hon berättar om och kommenterar yttre händelser i sitt liv i kronologisk ordning. Lovisa Petterkvist är en 40-årig landsortsfru från den fiktiva staden Jockmock (ej att förväxla med Jokkmokk) med författarambitioner. Hon är gift med den tio år äldre handelsmannen Gustaf Petterkvist och tillsammans har de två vuxna döttrar.

## Om boken

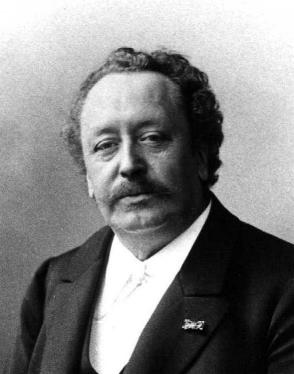
Julius Stinde, Agrells litterära förebild för Hemma i Jockmock.

Agrell hade tidigare skildrat Norrland i flera av sina prosa- och dramaverk. Närmast föregicks Hemma i Jockmock av I Stockholm (1892), även den skriven under pseudonymen Lovisa Petterkvist.
Hemma i Jockmock var likt I Stockholm ett slags humoristisk dagboksroman med inslag av satir och har också kallats kåserier och reportage. Den litterära förebilden för dessa var den tyske kemisten och författaren Julius Stindes böcker om matronan Wilhelmine Buchholz.
Hemma i Jockmock blev tillsammans med I Stockholm Agrells största försäljningsframgångar överhuvudtaget. Tillsammans gjorde böckerna att Agrell skapade sig ett litterärt namn utöver det som knöts till hennes dramatiska produktion. Hemma i Jockmock utkom sammanlagt i fyra utgåvor, två upplagor 1896, en 1897 och en fjärde förkortad upplaga 1913.